# 枝吉城
枝吉城（えだよしじょう または しきつじょう）は、兵庫県神戸市西区枝吉4丁目付近にあった、日本の城（平山城、丘城）。

## 概要

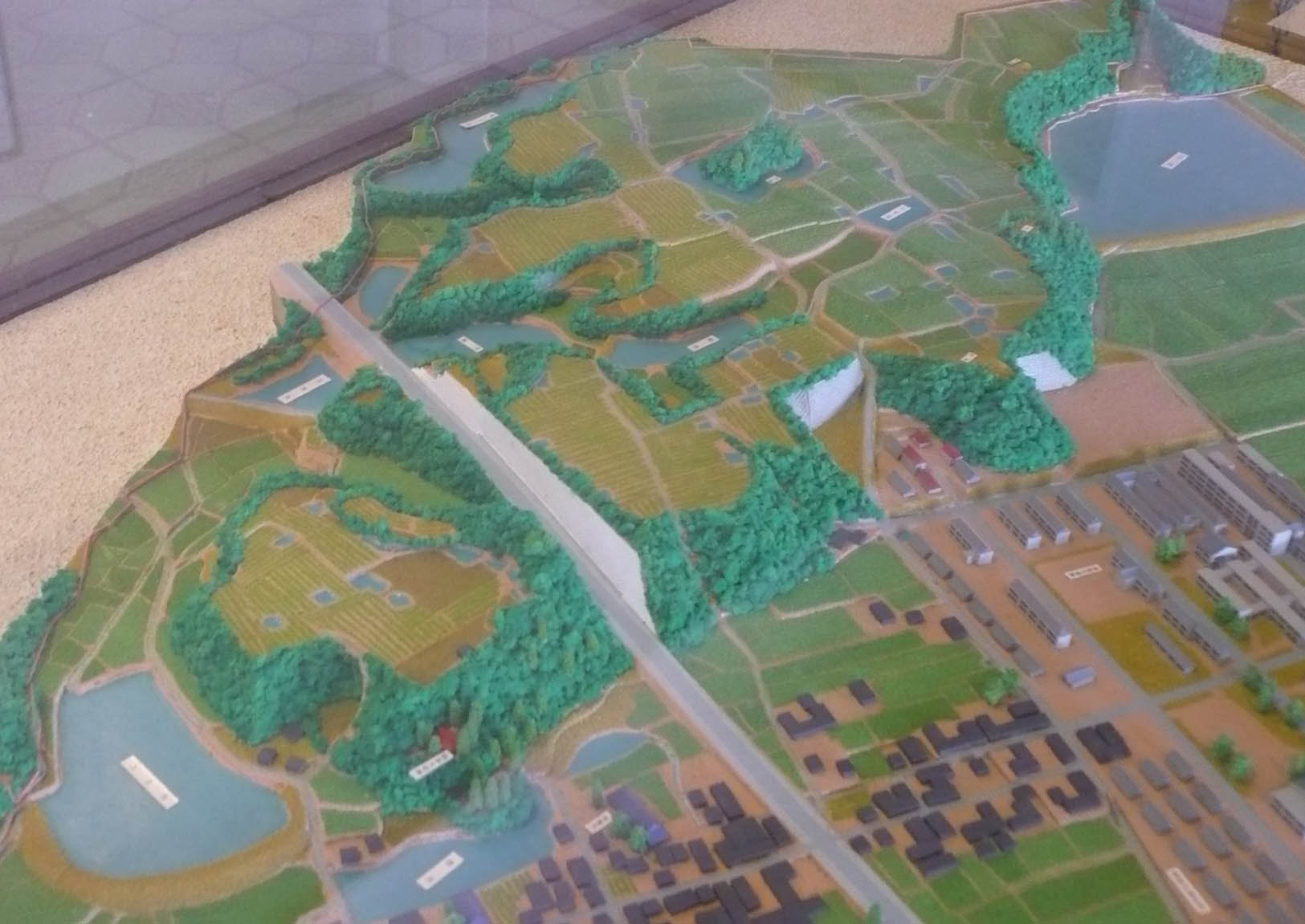
土地区画整理事業前の丘陵地模型/吉田郷土館蔵

印南台地が東西に張り出している低い丘陵地に枝吉城が建っていた。枝吉城の南には山陽道が走り、明石と三木を結ぶ三木街道が通る要衝の地で、戦略的にも重要であった。また明石氏は、赤松氏の被官で明石郡を中心とした勢力を持っており、明石氏が枝吉城を築いたと言われて、古くは吉田砦とも言われていた。このような重要な城であったが、史料には殆ど登場せず江戸時代に作成された地誌で推察できる程度である。その中で『岩屋殿雨請記録』（太山寺文書）によると、天正3年（1575年）6月災天が続いており、その時に、枝吉城の明石氏が太山寺で雨乞いを実施した断片的な記録は残っている。現在遺構として本丸の一部が残っているだけで、1965年（昭和40年）から始まった土地区画整理事業で城郭のほとんどがなくなってしまった。

## 沿革
明石氏については、近年様々な研究がなされているが、史料がほとんどなく明確なことは解っていない。明石氏は古い時代から明石郡で力をもっており、荘園を管理する地頭で、赤松氏の台頭とともに、年寄りに列せられたとしている。また、建長7年（1255年）には明石尾張守という名前がみえ、長禄2年（1458年）には明石修理亮なる人物が応仁の乱でも戦っている。明石氏の変遷は、菅野城（神戸市西区櫨谷町）から下津橋城（神戸市西区玉津町）そして枝吉城へ勢力を拡大していったようで、山間部から平野部に本拠地を替えていった。枝吉城の築城時期は明確ではないが、枝吉城の正面にある報恩寺が永享元年（1429年）に建てられたことから、その前後ではないかとされている。

### 第一次枝吉城の戦い

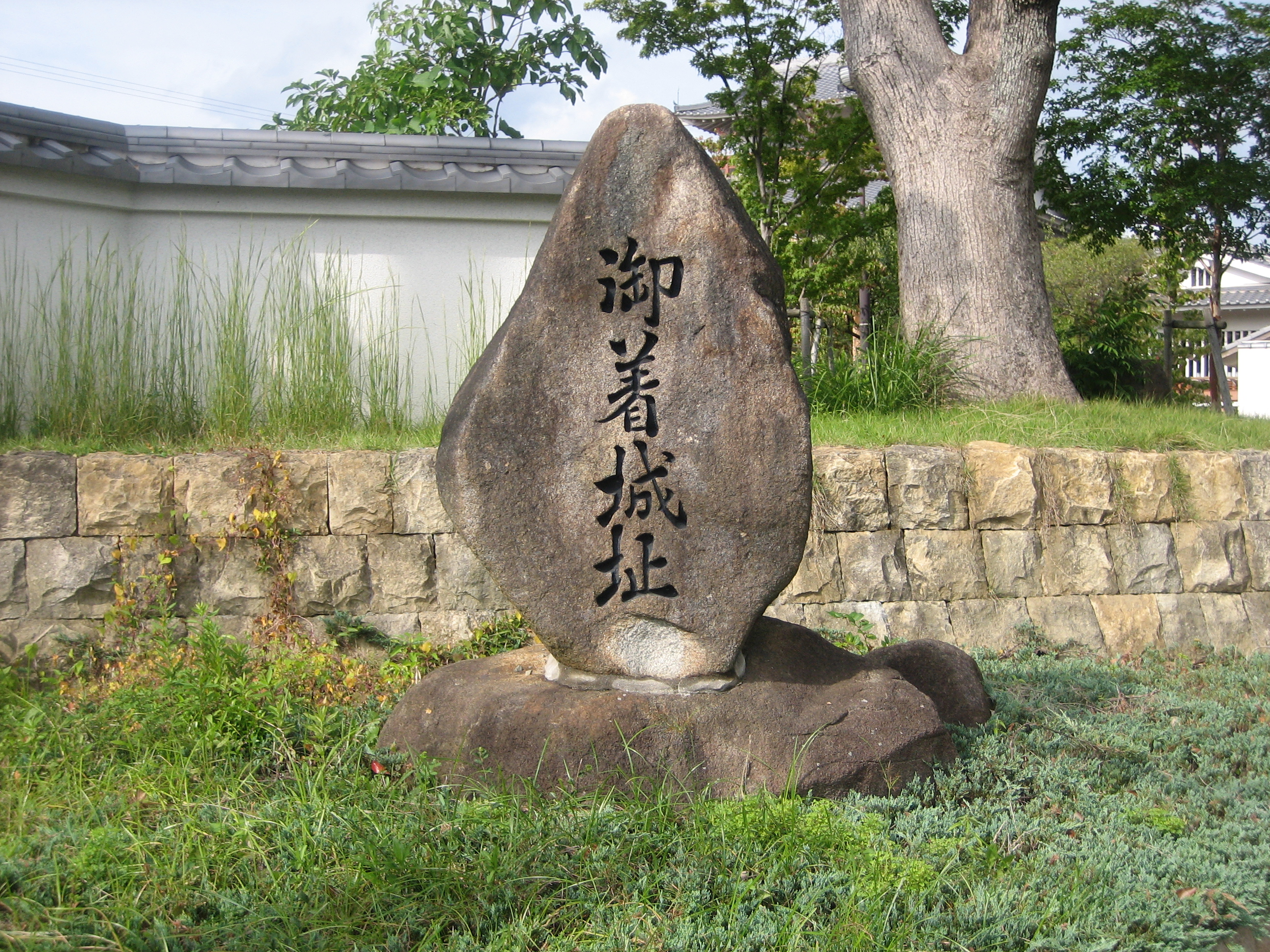
御着城の石碑

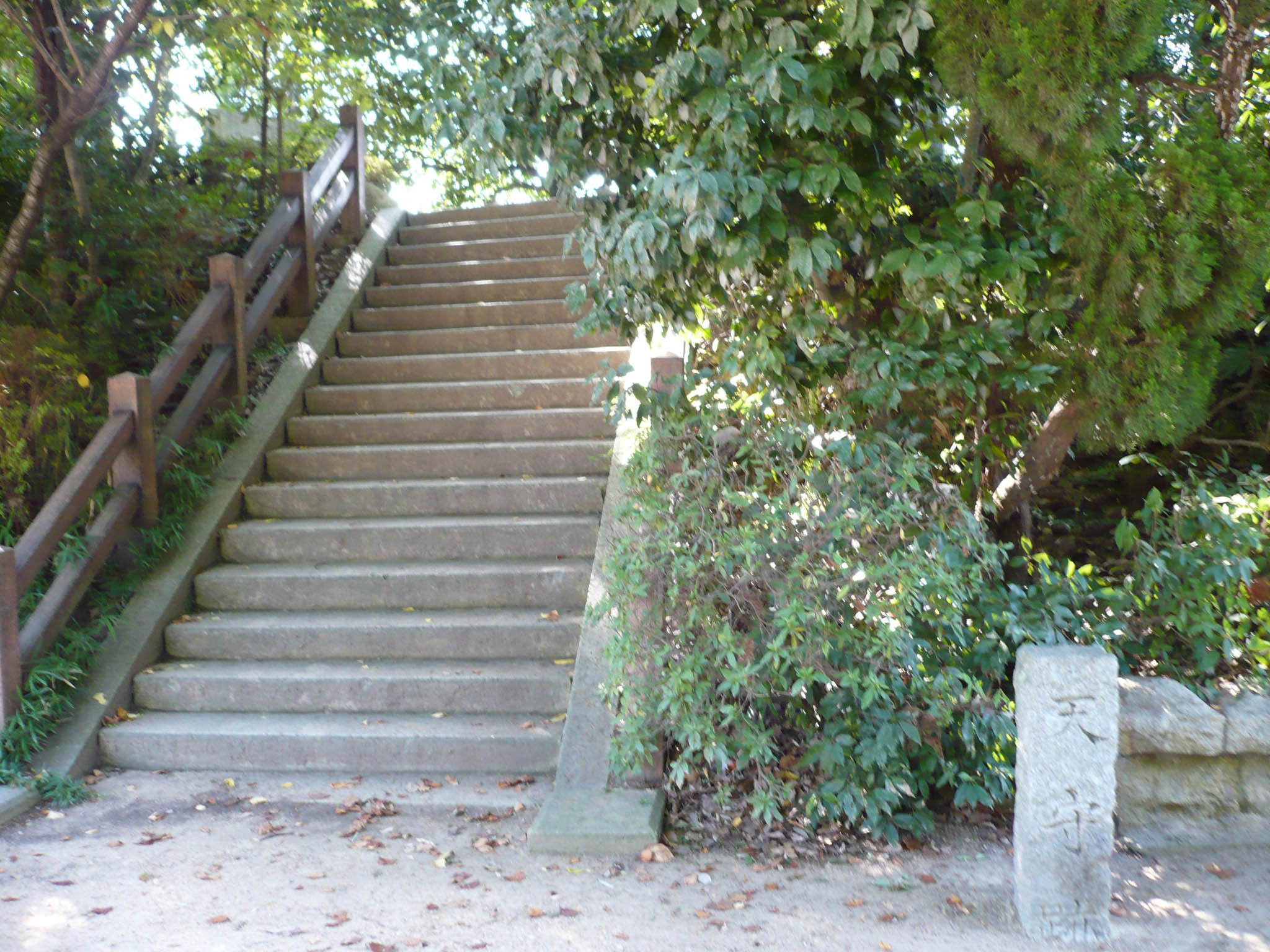
三木城の天主跡

天文7年（1538年）に尼子晴久軍の侵攻により淡路の岩屋城に避難していた赤松晴政であったが、阿波の細川持隆（氏之）の支援を得て、翌天文8年（1539年）に船で明石に上陸した。
この時の戦いで、赤松晴政・細川持隆連合軍は、人丸塚（現在の兵庫県立明石公園）付近に布陣し明石正風がいる枝吉城を攻囲した（『赤松記』）。この大軍をみた明石正風は、抵抗するのは不利と思えたのか「和談にいたし」とし降伏を申し出た。これに対して晴政は「明石御赦免」とし和睦を受け入れた。
次いで赤松・細川連合軍は御着城がある常楽寺に布陣した。しかし「すでに御著に御敵居申候」（『赤松記』）とあり、御着城には尼子軍の拠点となってかなりの大部隊がいたらしく、赤松・細川連合軍は別所就治を頼って三木城に移動した。

### 第二次枝吉城の戦い

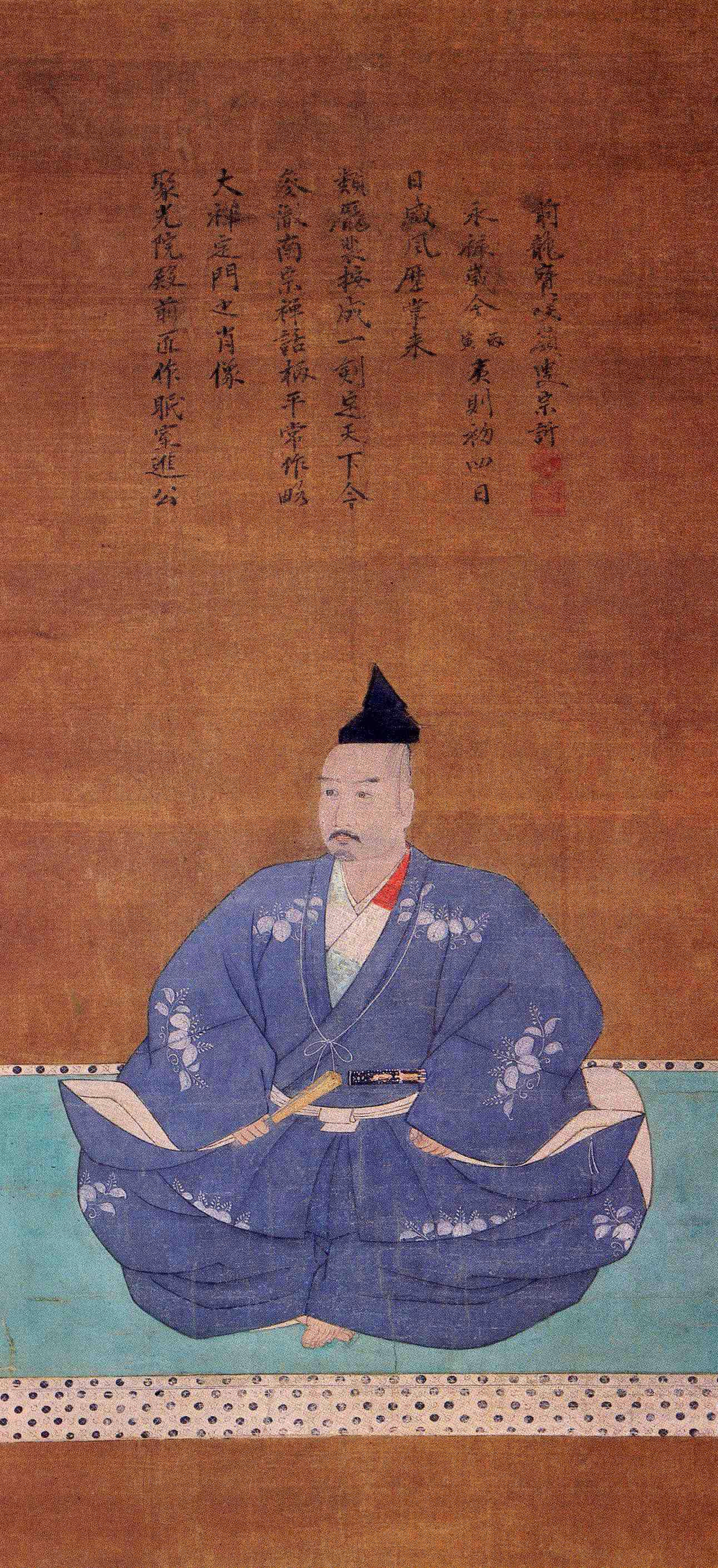
三好長慶像/大徳寺・聚光院蔵

第一次枝吉城の戦いで明石氏は赤松晴政に降伏した後、晴政は細川晴元方となっているので、明石氏も晴元方に属していた。
一方三好長慶は、江口の戦いで晴元配下の三好政長を討ち取り、晴元を畿内から追放した。畿内を収めつつある長慶ではあったが、阿波には弟三好実休、讃岐には十河一存、淡路には安宅冬康、そして摂津と京都には自身がおり、阿波から京都への補給路を確保するため、中間地点にある枝吉城が晴元方に属しているのは問題があった。
天文23年（1554年）11月2日、長慶は挙兵し、まず先陣として三好実休隊と篠原長房隊が枝吉城を攻囲した。しかし、すぐには合戦とはならず明石某軍も防備に徹し籠城戦となった。年が明け天文24年（1555年）正月に三好長慶軍も攻囲軍に加わり太山寺に布陣した。明石某は大軍に驚いたのか同月13日、

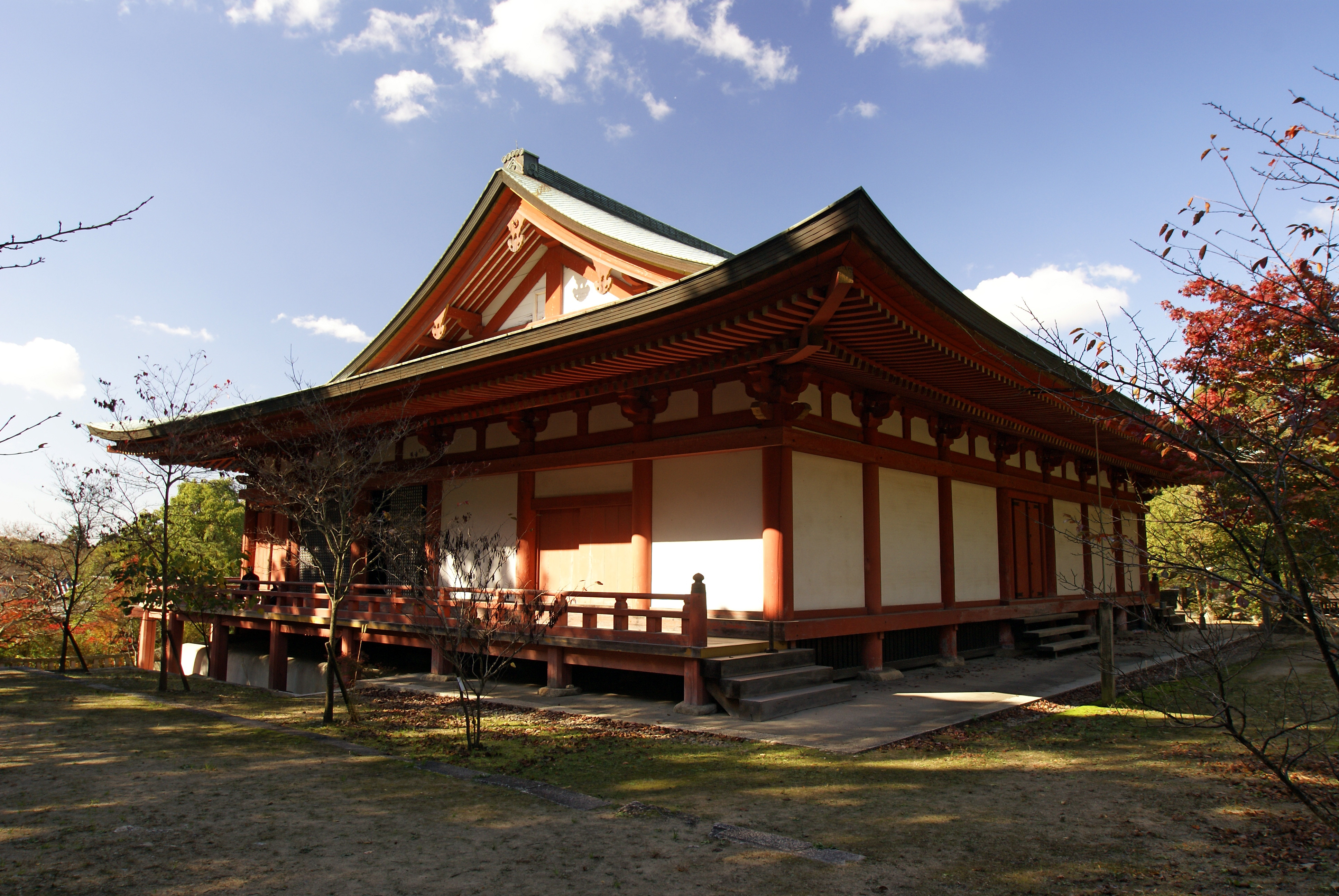
太山寺の本堂

「色々懇望候て噯に成て和睦」（『細川両家記』）と和睦した。その後三好長慶軍は依藤城に向かいそこで約1カ月間の攻撃となり、城主であった三木次郎が和議を申し入れ開城した。播磨東二郡を手に入れた三好長慶軍は同年2月27日、開陣とし、阿波勢、淡路勢、そして長慶も芥川山城に帰城した。

### 廃城
明石氏の最期の城主は明石則実で、三木合戦では羽柴秀吉軍に与し、野口城を攻城、これらの功績により天正13年（1585年）に豊岡城の城主となっている。しかし文禄4年（1595年）、豊臣秀次の失脚に連座して切腹する。
天正13年に明石則実が豊岡城に転封した後、高山右近が入りこの城を破城して資材を船上城の築城に使ったとされている（『采邑私記』）。しかし、高山右近が直接船上城へ入城したと記されている研究や、右近に関して触れていない研究もある。これらの事から「枝吉城に入ったという確実な史料もなく、枝吉城に右近がいたかどうかは分からない」としており右近が城主となったかどうかについては不明と記している。また「枝吉城は明石氏が去ったあと、廃城になったものと思われる」とあり天正13年以降廃城になったとしている。

## 城郭

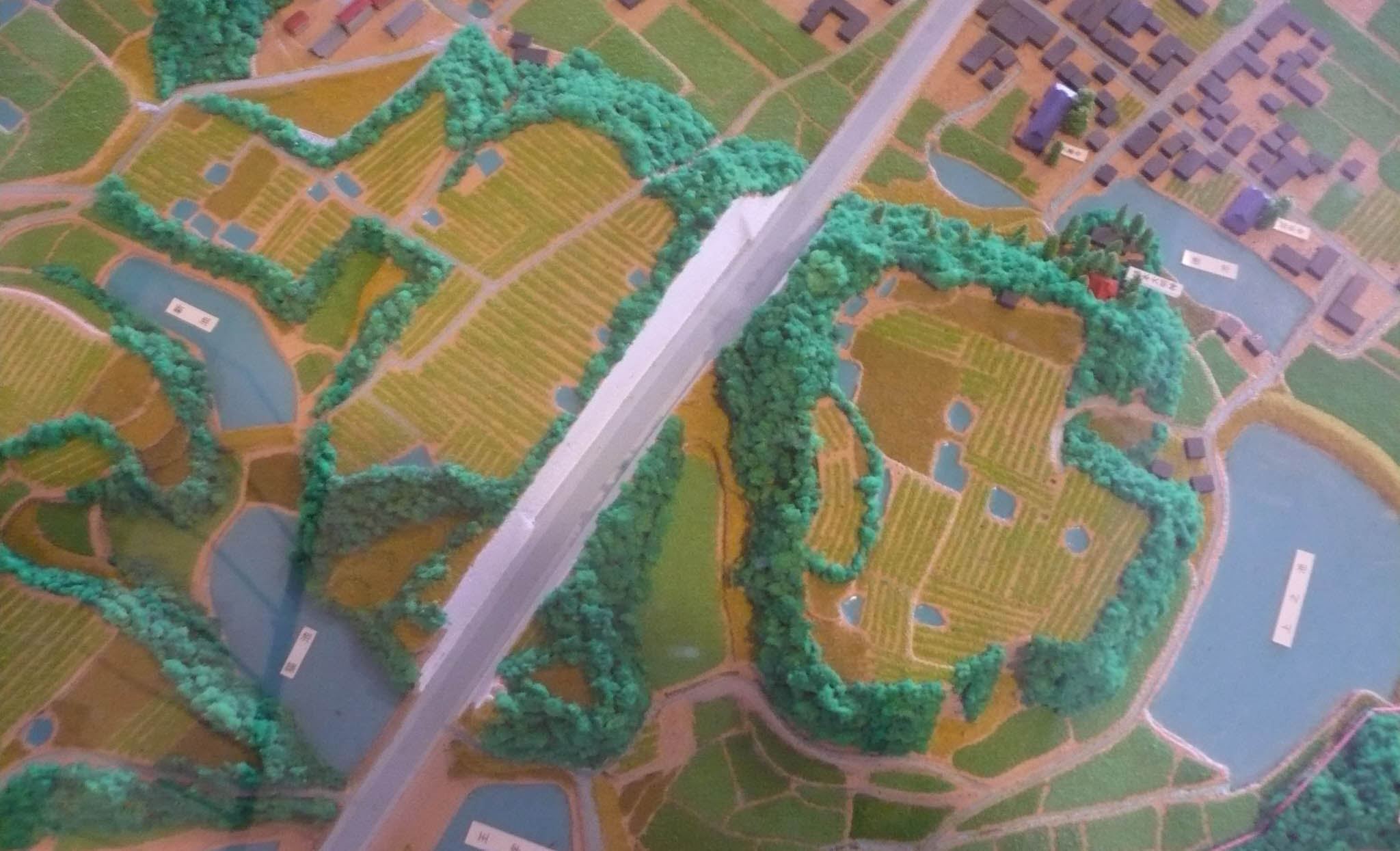
事業計画前模型の城郭部分/吉田郷土館蔵

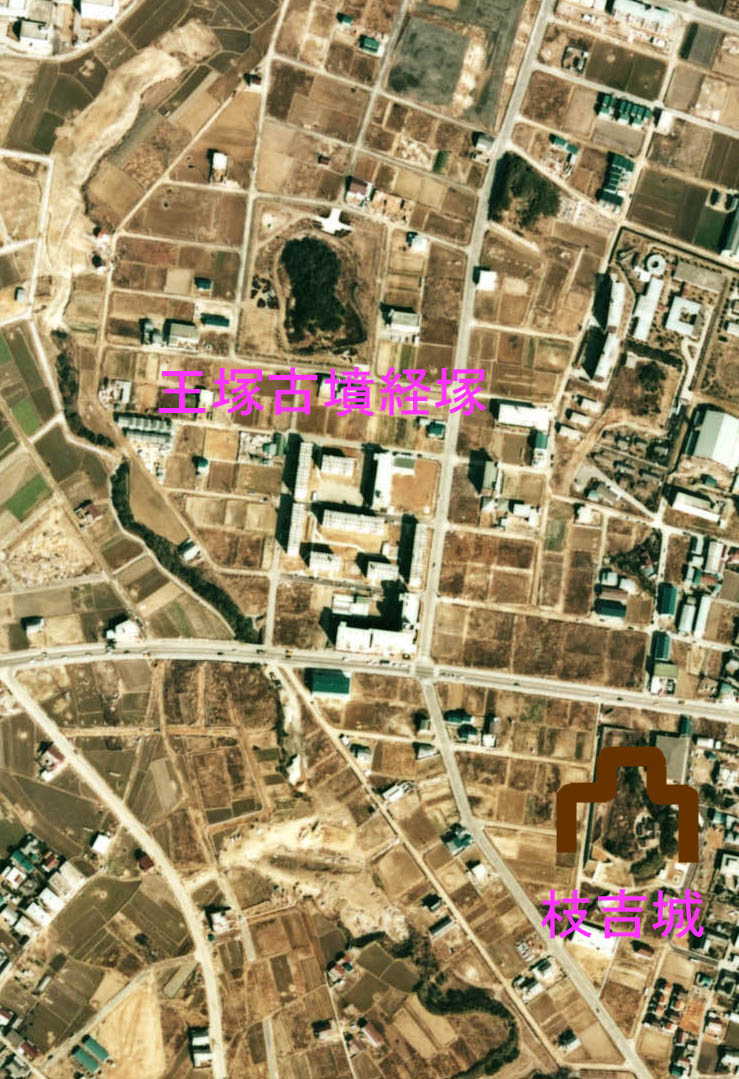
枝吉城の周辺1979年（昭和54年）/

枝吉城は、標高26mの台地に本丸跡があり東西250m、南北110mの広さを持っていたが、神戸市玉津土地区画整理事業により約3/4の本丸は削られてしまった。北側の台地には二ノ丸（消滅）があり、本丸とは堀切で隔てられていた。北東の隅に物見櫓がある曲輪があった。大手は東側だったようで、現在は埋め立てられているが、オガタ池とトク池と北側にはシンボリと呼ばれている水路をあわせて枝吉城の堀跡ではないかと考えられている。また東側台地の裾に居館があり、その外側にも水掘が設けられていた。1967年（昭和42年）の発掘調査では、礎石、列石、柱穴の他、瓦塼を基礎とした建物の遺構が発見された。瓦塼を基礎とした建物というのは、英賀城、御着城、伊丹城などで見つかっており、「茶室・お堂、あるいは倉庫の跡で本城級の城には付きものの施設であろうと考えている」と解説している。

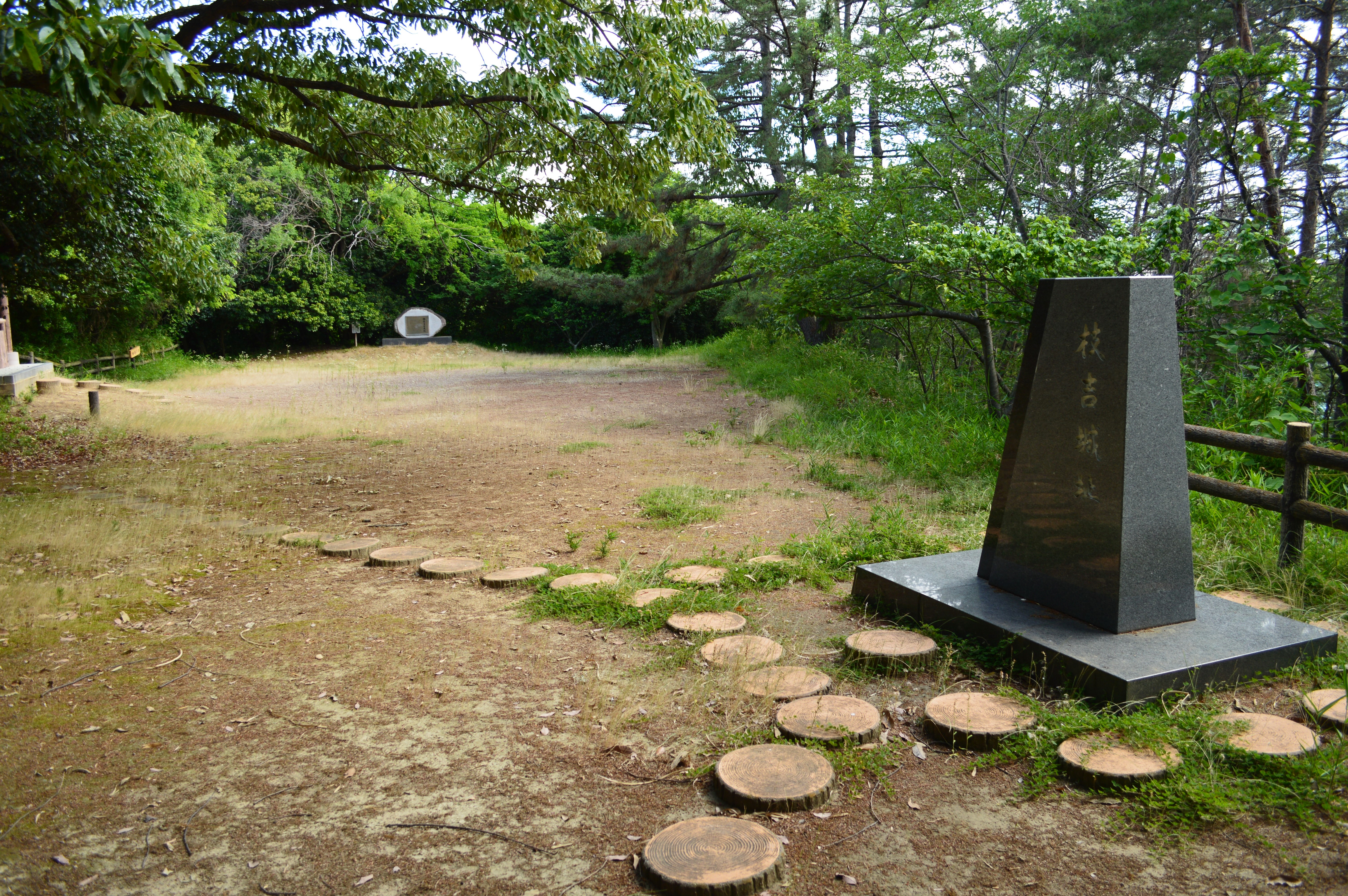
本丸跡
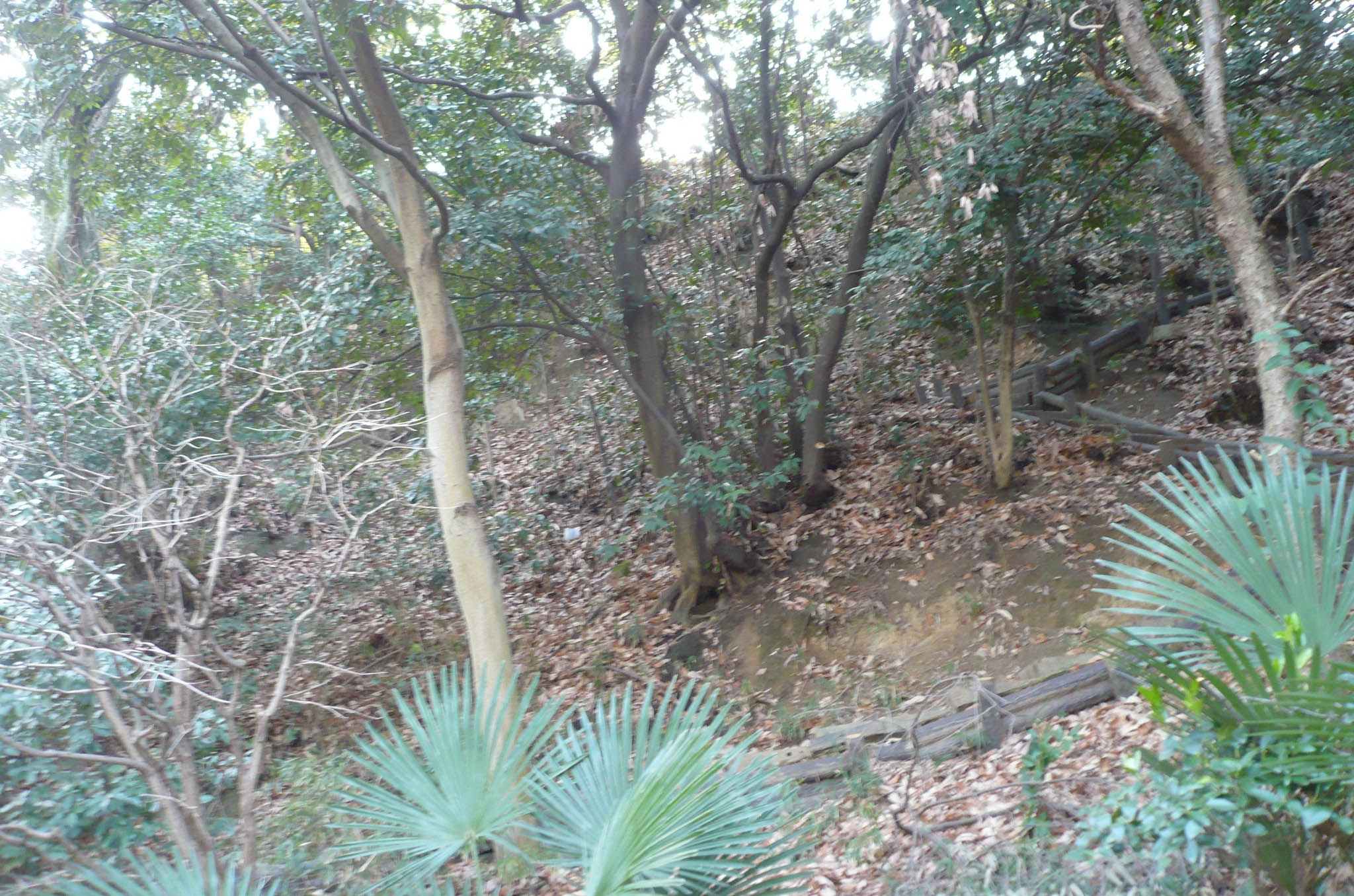
枝吉城の東側の崖
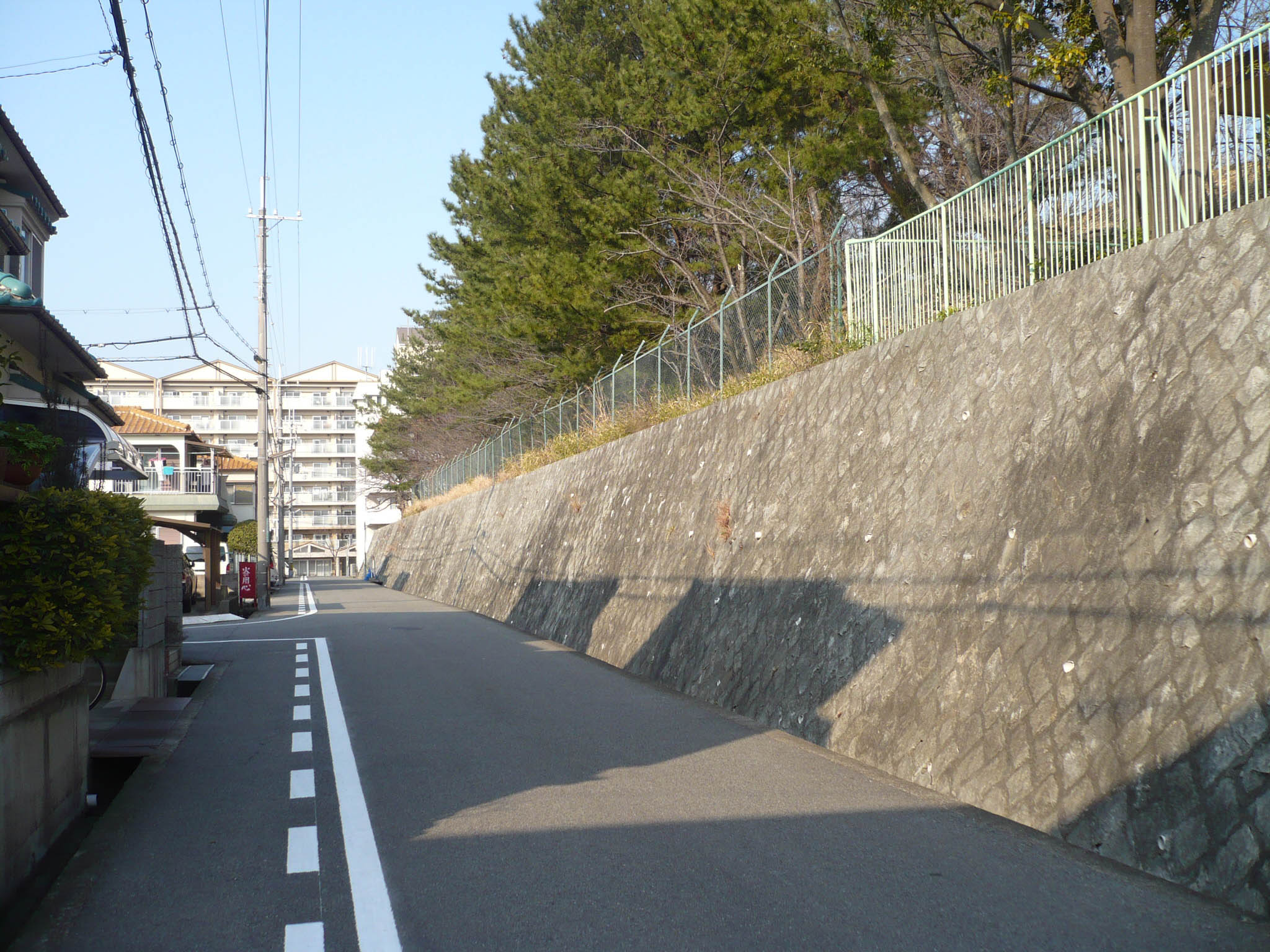
枝吉城の西側の切り崩された崖
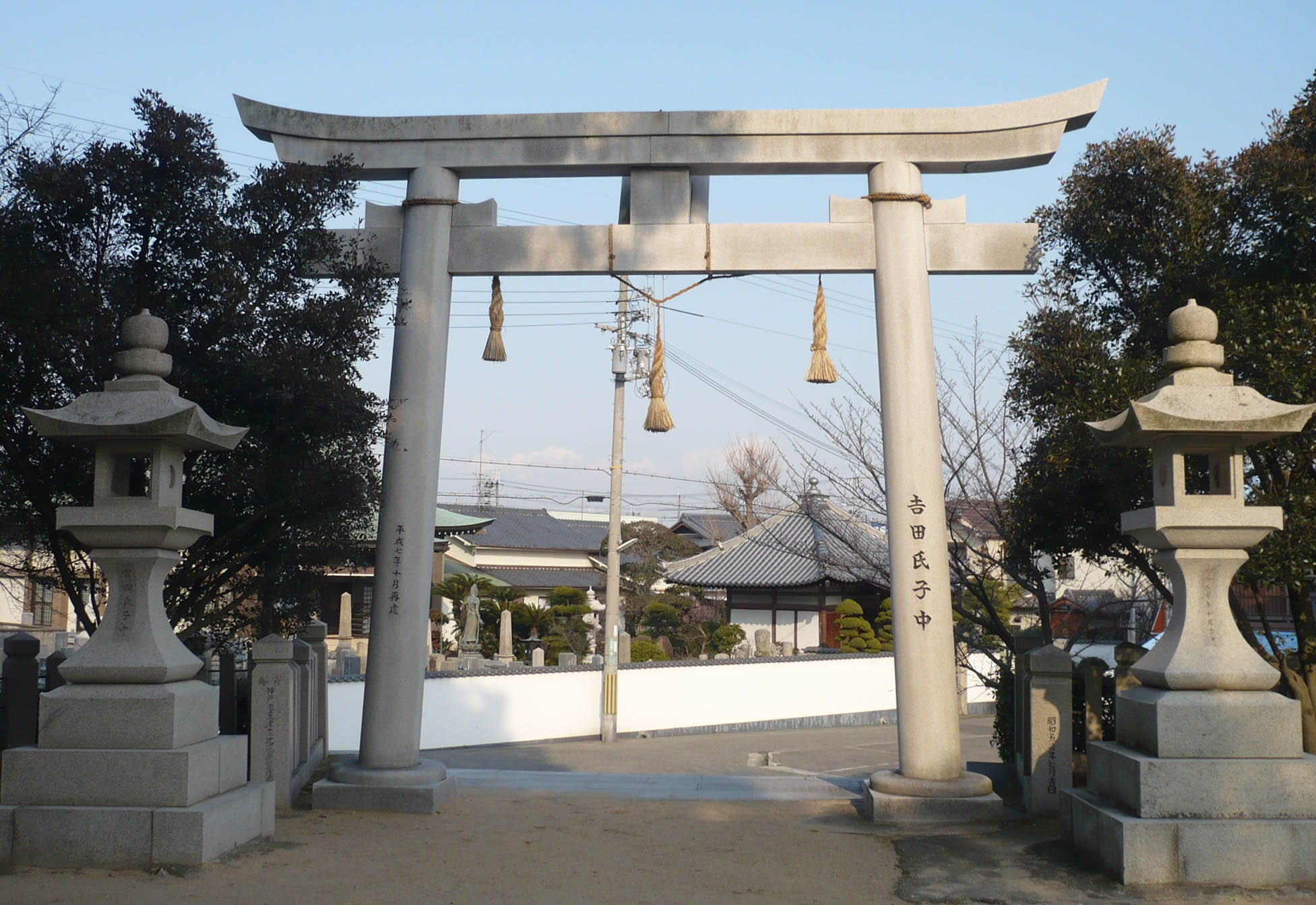
神本神社の鳥居

### 城下町
また枝吉城の東側には戦国時代の城下町が字名から推察できる。連雀商人が商売をしていた字「連雀」、家臣団の居住区があった字「北屋敷」、字「南屋敷」、そして第一次枝吉城の戦いの時に赤松晴政、細川持隆連合軍が放火したと伝わる、善楽寺や伊弉冊神社などの寺町があり、「ある程度の家臣団と商人が集住しており、寺院群を持つ非農業的要素の強い城下町が形成されていた」としている。

### 支城
また枝吉城を本城にいくつかの支城があり各奉行衆を配置していた。
- 高畑城
- 下津橋城
- 脇村城
- 菅野城

## 城跡へのアクセス
- 電車でのアクセス
  - JR西日本 神戸線 西明石駅 → 神姫バス 吉田停留所下車
    - 徒歩約10分
- 車でのアクセス
  - 第二神明道路 大蔵谷IC → 兵庫県道21号
  - 吉田郷土館に来館者用の駐車場あり